# موجیو
موجیو (به ایتالیایی: Moggio) یک منطقهٔ مسکونی در ایتالیا است که در استان لکو واقع شده‌است.

## خصوصیات
موجیو ۱۳٫۴ کیلومترمربع مساحت و ۵۰۸ نفر جمعیت دارد و ۸۹۰ متر بالاتر از سطح دریا واقع شده‌است.